# Bamberger Zwiebeln

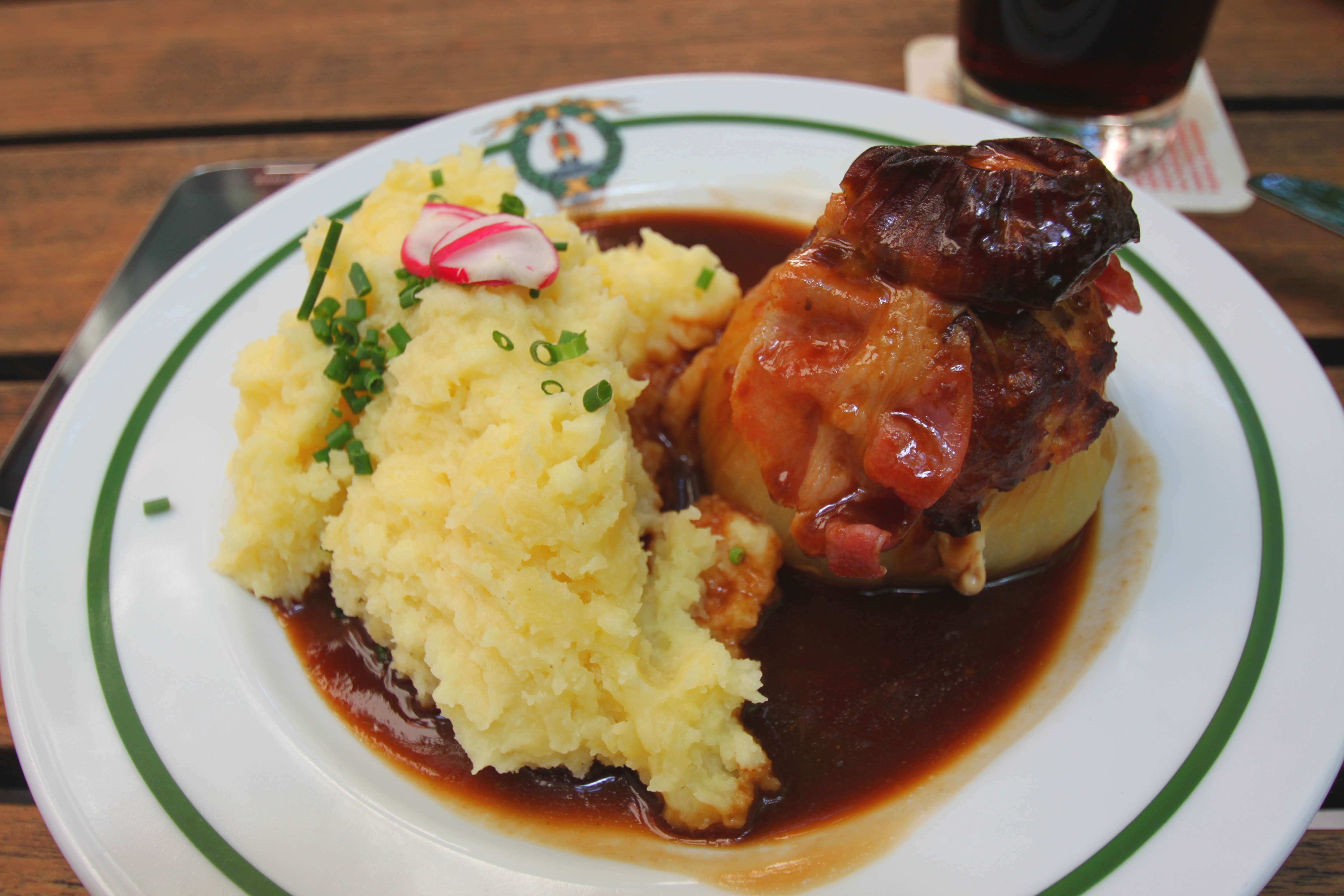
Bamberger Zwiebel in Rauchbiersoße mit Kartoffelstampf

Bamberger Zwiebeln ist ein Fleischgericht der fränkischen Küche. Es besteht aus mit Hackfleisch oder Bratwurstbrät gefüllten Zwiebeln in Biersauce. Traditionell wird eine birnenförmige, mild schmeckende Zwiebelsorte verwendet, die in der Bamberger Region heimisch ist. Die Sauce erhält durch (Bamberger) Rauchbier ihren typischen Geschmack.
Zur Zubereitung werden größere Zwiebeln (je nach Rezept roh oder in Brühe vorgegart) ausgehöhlt, mit gewürztem Hackfleisch oder Bratwurstbrät gefüllt und anschließend mit etwas Brühe in einem geschlossenen Topf im Backofen geschmort. Gegen Ende wird die entstandene Sauce mit Rauchbier ergänzt und eventuell leicht gebunden. Serviert werden Bamberger Zwiebeln mit knusprig gebratenem Speck, übliche Beilagen sind Kartoffelpüree und Sauerkraut.